# Gerald Emmett Carter
Pour les articles homonymes, voir Carter.
Gerald Emmett Carter, né le 1er mars 1912 à Montréal et mort le 6 avril 2003, était un cardinal canadien, archevêque de Toronto de 1978 à 1990.

## Biographie

### Prêtre
Né à Montréal, au Québec, il est le huitième d'une famille irlandaise de huit enfants. Son père était journaliste au Montreal Star. 
Il est ordonné prêtre au Grand Séminaire de Montréal en 1937 pour ce diocèse. 
Après son ordination, il fonde le collège Saint-Joseph pour l'enseignement et il cofonde l'Institut Thomas More. Il obtient une maîtrise ès arts en 1940 et un doctorat en 1947. 
Gerald Carter devient chanoine à la cathédrale Marie-Reine-du-Monde le 30 janvier 1953.

### Évêque
Nommé évêque auxiliaire de London avec le titre d'évêque in partibus d'Altiburus (de) le 1er décembre 1961, il est consacré le 2 février 1962 par le cardinal Paul-Émile Léger, évêque de Montréal.
Le 17 février 1964, il est nommé évêque titulaire de ce même diocèse de London par le pape Paul VI. Il le reste jusqu'au 5 juin 1978, date à laquelle il est installé comme archevêque de Toronto. Par ailleurs, de 1971 à 1973, il préside l'Assemblée des évêques catholiques de l'Ontario. 
Il assiste au synode mondial des évêques en 1974. 
De 1975 à 1977, il préside la Conférence des évêques catholiques du Canada. 
De 1978 à 1980, il est membre du conseil de Développement et Paix.

### Cardinal
Il est créé cardinal par le pape Jean-Paul II lors du consistoire du 30 juin 1979 avec le titre de cardinal-prêtre de Sainte-Marie en Traspontine. 
En 1982, il devient Compagnon de l'Ordre du Canada.
Il se retire de l'archidiocèse de Toronto le 17 mars 1990 laissant la place à Aloysius Matthew Ambrozic.
Décédé le 6 avril 2003, il est enterré dans le mausolée des évêques du cimetière Sainte-Croix de Toronto.
La bibliothèque de King's College à l'Université de Western Ontario est nommée en son honneur, comme l'école secondaire Cardinal Carter à Aurora en Ontario.

## Succession apostolique
Gerald Emmett Carter a ordonné les évêques suivants :
- Archevêque Peter Alfred Sutton (de), O.M.I. (1974)
- Évêque Eugène Philippe LaRocque (de) (1974)
- Évêque James Leonard Doyle (de) (1976)
- Évêque Michael Pearse Lacey (en) (1979)
- Évêque Robert Bell Clune (de) (1979)
- Archevêque Leonard James Wall (de) (1979)
- Évêque Attila Miklósházy (it), S.I. (1989)